# محسني (زلاغي الشرقي)
محسني (بالفارسية: محسنی) هي قرية تقع في إيران في قسم زلاغي الشرقي الریفي.